# Richard Tait
Richard Neil Peter Tait (Galashiels, 2 dicembre 1989) è un calciatore scozzese, di ruolo difensore, svincolato.

## Palmarès

### Club

#### Competizioni nazionali
- National League North: 1

Tamworth: 2008-2009
- FA Trophy: 1

Cambridge Utd: 2013-2014